# Columbus, Indiana
Columbus, grad i sjedište Bartholomew okruga u američkoj saveznoj državi Indiana.

## Stanovništvo
Po popisu iz 2010. godine broj stanovnika je 44.061, što je 5.002 (12,8 %) stanovnika više nego 2000. godine.

## Vanjske poveznice
- Službena web-stranica grada